# Погодин, Сергей (латвийский футболист)
Сергей Погодин (лит. Sergejs Pogodins; 8 мая 1969) — советский и латвийский футболист; тренер.

## Биография
В чемпионате Латвийской ССР выступал за «Строитель» (Даугавпилс). В чемпионате Литвы играл за «Дилар» Илуксте (1992), «Аусеклис» Даугавпилс (1993—1994), «Вилан»-д / «Динабург» Даугавпилс (1995—1998, 2000—2004), «Вентспилс» (1999), «Резекне» (1999).
До 2005 года работал в «Динабурге» тренером, с 2005 — тренер в «Диттоне» / «Даугаве» Даугавпилс, несколько раз был исполняющим обязанности главного тренера. В 2015—2017 — главный тренер в ФК «Даугавпилс».